# Ariljača
Harilaç en albanais et Ariljača en serbe latin (en serbe cyrillique : Ариљача) est une localité du Kosovo située dans la commune/municipalité de Fushë Kosovë/Kosovo Polje, district de Pristina (Kosovo) ou district de Kosovo (Serbie). Selon le recensement kosovar de 2011, elle compte 936 habitants.

## Histoire
La forteresse d'Ariljača remonte à l'Antiquité tardive et au Moyen Âge ; mentionnée par l'Académie serbe des sciences et des arts, elle est inscrite sur la liste des monuments culturels du Kosovo.

## Démographie

### Évolution historique de la population dans la localité
| 1948 | 1953 | 1961 | 1971 | 1981 | 1991 | 2011 |
| ---- | ---- | ---- | ---- | ---- | ---- | ---- |
| 304  | 334  | 411  | 547  | 615  | 755  | 936  |

|  |

### Répartition de la population par nationalités (2011)
En 2011, les Albanais représentaient 99,79 % de la population.